# Türkische Literatur
|  | Dieser Artikel wurde aufgrund von inhaltlichen Mängeln auf der Qualitätssicherungsseite des Projektes Türkei eingetragen. Hilf mit, die Qualität dieses Artikels auf ein akzeptables Niveau zu bringen, und beteilige dich an der Diskussion! |

Türkische Literatur (türkisch Türk edebiyatı oder Türk yazını) beschreibt die Literatur in türkischer Sprache von ihren frühesten bekannten Zeugnissen über ihre Entwicklung und erste Blütezeit während des Osmanischen Reichs bis hin zur Literatur der modernen türkischen Republik. Die klassische türkische Literatur und Dichtung hat Werke von weltliterarischem Rang hervorgebracht. Der moderne türkische Schriftsteller Orhan Pamuk wurde 2006 mit dem Nobelpreis für Literatur ausgezeichnet.

## Geschichte

### Vorislamische Zeit

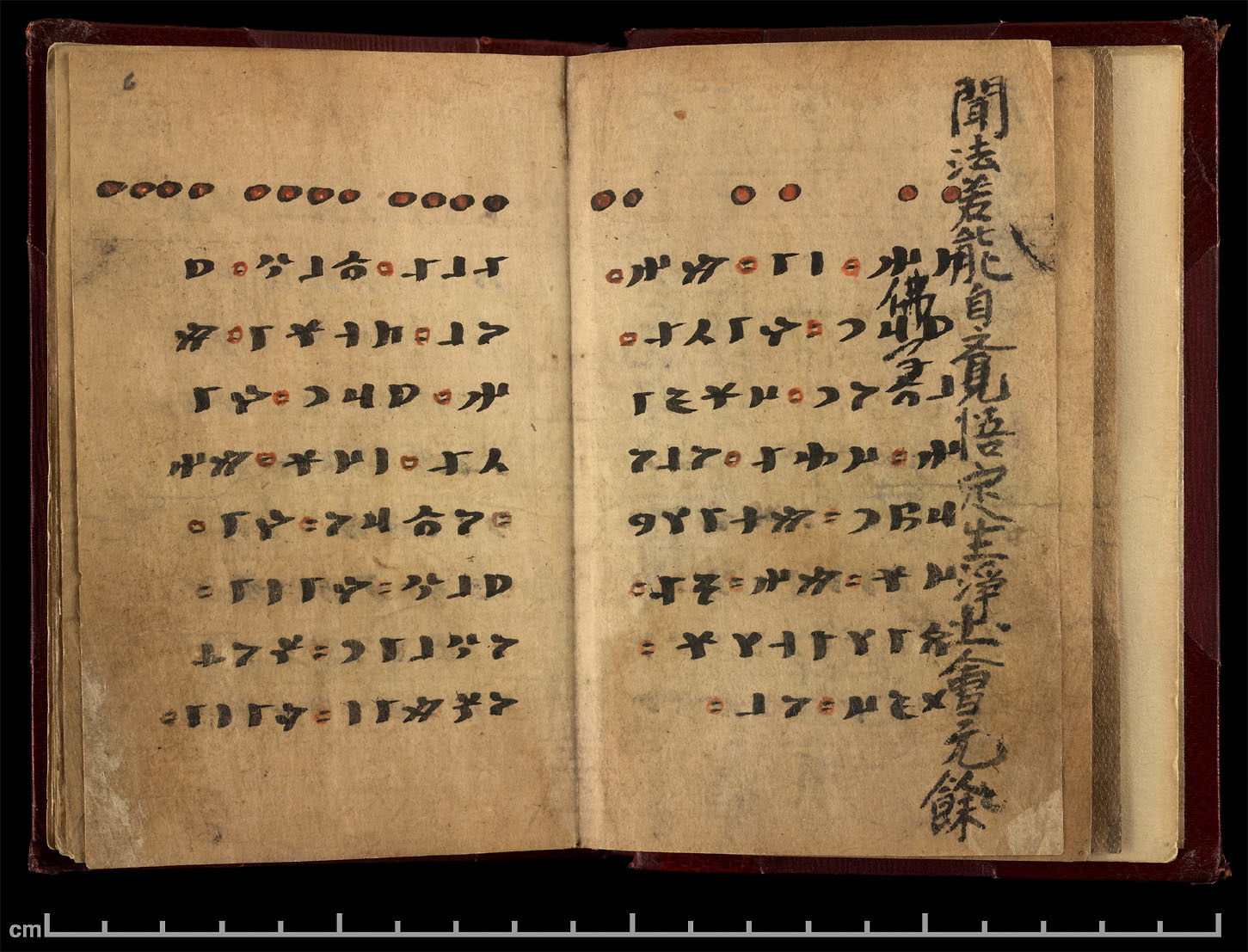
Die ersten beiden Seiten aus dem Manuskript Irk Bitig in alttürkischer Schrift in der British Library in London

Literarische Werke aus der vorislamischen Zeit der Turkvölker sind eher spärlich, da während dieser Phase wenig niedergeschrieben wurde und eher von mündlichen Überlieferungen Informationen bekannt sind. Greifbar wird sie erst durch die Orchon-Inschriften der Kök-Türken in Zentralasien in alttürkischer Sprache, die in alttürkischer Runenschrift auf Stelen gemeißelt wurden. Früheste Funde dieser Inschriften stammen aus dem 5. Jahrhundert n. Chr. Weitere bekannte Grab- und Gedenkinschriften sind zum Beispiel die Kül-Tigin-Inschrift über den alttürkischen Staatsmann Kül Tigin, welche in der Nähe des Orchon-Flusses in der Mongolei entdeckt wurde. Ebenso wichtige Inschriften wurden unter anderem in China im autonomen Gebiet Xinjiang, in Sibirien, in Kirgisistan am Yssyk-See, welche auch Yssyk-Schriften genannt werden, gefunden. Eines der ersten noch vollständig erhaltene in alttürkischer Runenschrift geschriebene Manuskript aus dem 9. Jahrhundert wurde in Turpan in China während archäologischen Arbeiten entdeckt. In dem Buch geht es um Wahrsagerei und um Schamanismus und Buddhismus. Das Buch mit dem Titel Irk Bitig (Signatur Or.8212/161) befindet sich in der British Library in London. Weitere wertvolle Funde, die in Turpan und Qoco entdeckt wurden, sind die in diversen Alphabeten westasiatischer oder indischer Herkunft, zumeist aber in der altuighurischen Schrift abgefassten Manuskripte Sekiz Yükmek und Altun Yaruk (Goldglanz-Sutra). Letzteres ist in Fragmenten von Handschriften und Blockdrucken ab dem 10. Jahrhundert erhalten. Ein fast vollständiger Blockdruck stammt aus dem Jahr 1687.

### Früheste Zeugnisse aus der islamischen Zeit: Kutadgu Bilig und Mahmud al-Kāschgharī
Zu den frühesten erhaltenen Werken aus der islamischen Zeit in Turksprachen gehört ein Fürstenspiegel, das Kutadgu Bilig, um 1069/70 von Yusuf Chass Hādschib aus Balasagun dem Karachanidenherrscher Harun Bughra-Khan gewidmet. Der von seinem Lehrer Avicenna beeinflusste Text behandelt die Ansichten des Autors und seiner Gesellschaft, und stellt einzelne Aspekte des Lebens im Karachanidenreich dar. Während die Einleitung sich auf den Islam bezieht, finden sich im Text selbst erst wenige Bezüge auf die neue Religion. Der Text enthält bereits zahlreiche Lehnwörter aus dem Arabischen und Persischen. Obwohl in Zentralasien entstanden, wird das Kutadgu Bilig als frühes Dokument aus einer Gesellschaft angesehen, aus der sich nur kurze Zeit später die Seldschuken lösten, um nach Westen zu ziehen, und wird daher an den Anfang der türkischen literarischen Tradition gestellt.
Des Weiteren gibt es einige Werke des Mahmud al-Kāschgharī. Sein Hauptwerk ist die „Sammlung der Dialekte der Türken“ (dīwān lughāt at-turk), entstanden in den Jahren 1072–1094 in Bagdad. Es ist ein besonders wichtiges Werk für das Studium der türkischen Sprachen, der Kultur und der Geschichte des Mittelalters. Neben der Funktion eines Türkisch-Arabisch-Wörterbuchs bietet das Werk zahlreiche historische, folkloristische und geographische Einzelheiten. Das Werk zählt außerdem 21 oghusisch-türkische Stämme auf und ist eine der historischen Quellen über die Oğuz. Die meisten Oğuz-Stämme sind Jahrhunderte später im osmanischen Anatolien auffindbar.

### Seldschukenzeit
Das bekannteste Werk aus rum-seldschukischer Zeit ist das Ġarībnāme („Buch des Seltsamen“) des Sufi-Scheichs ʿĀšiq Pascha (ʿAlī bin Muḫliṣ, 1272–1332). Es besteht aus über 10.000 Doppelversen (Masnawī), die in zehn Kapitel (bāb), diese wiederum in zehn Unterkapitel eingeteilt sind. Jedes Kapitel beschäftigt sich mit einem Thema, das mit seiner jeweiligen Zahl zusammenhängt. So werden im 4. Kapitel unter anderem die vier Elemente und im 5. Kapitel die fünf Sinne abgehandelt. Die Themen sind moralischer und philosophischer Natur. Das Grab (Türbe) des in der Nachfolge von Dschalāl ad-Dīn ar-Rūmī (1207–1273) stehenden Dichters in Kırşehir wurde zu einem Pilgerort.
Aus vorosmanischer Zeit sind Versepen mündlich überliefert worden. Das große türkische Volksepos ist „Dede Korkut“, das von dem Kampf der Turkstämme gegeneinander und gegen das christliche Oströmische Reich berichtet. Das Versepos von Seyyid Battal Ghazi aus dem 13. Jahrhundert enthält neben türkischen auch arabische und persische Einflüsse und gibt in märchenhafter Weise Epen aus der Frühgeschichte wieder. Parallel zur entstehenden türkischen Hochliteratur hatte die – oft von Erzählern (Meddah) vorgetragene – Volksliteratur während der gesamten Zeit Bestand.

### Osmanische Zeit

#### Entstehung einer literarischen Tradition: 1450–1600

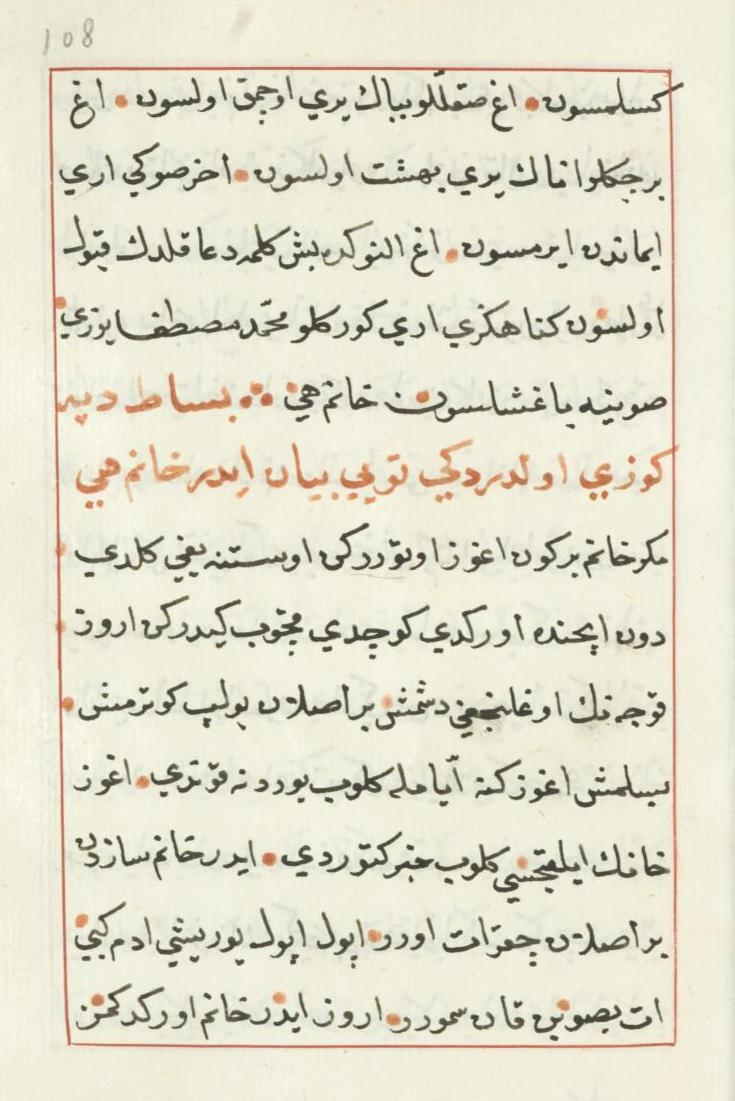
Manuskriptseite aus einer Ausgabe des Dede Korkut, 15. Jh.

Etwa seit dem 12. Jahrhundert ist eine eigenständige literarische Tradition in Anatolien nachweisbar. Die frühesten Zeugnisse sind in der mystischen Literatur („tasavvuf edebiyatları“) der Derwisch-Tekke und der Volksliteratur der Städte („halk edebiyatları“) und der Landbevölkerung („aşık edebiyatları“) erhalten. Ende des 15. Jahrhunderts waren die großen Epen wie die Geschichte des Dede Korkut, die Geschichte der Saltukiden („Saltukname“) und das Heldenepos um Battal Gazi („Battalname“) schriftlich festgehalten. Seit dem 16. Jahrhundert waren mystische Gesänge in der Tradition des Sufismus als İlahi bekannt.
Seit der Mitte des 16. Jahrhunderts ist die Auseinandersetzung osmanischer Autoren mit der neuen Rolle ihres Landes auch in Bezug auf die Literatur dokumentiert: In seinem Buch über die „Acht Himmel“ („heşt bihişt“) führt Sehi Bey (1470–1549) die Entstehung einer besonderen anatolischen Dichtkunst auf die Naturgegebenheiten Westanatoliens zurück. 1566 schrieb Aşık Çelebi, dass das Klima Anatoliens zur Dichtung verleite. Von ihren Zeitgenossen als „şu'arâ-yi Rum“ („Dichter von Rum“) von Dichtern anderer Kulturen unterschieden, sind die Autoren heute als „Osmanlı“ oder „Dīwān“-Dichter bekannt. Diese Bezeichnung setzt voraus, dass Anatolien oder Rum (der westliche Teil Anatoliens mit der Hauptstadt Istanbul) als etwas Besonderes wahrgenommen wurde, und dass die anatolische Dichtung von ihren Autoren in diesem Bewusstsein geschaffen wurde. Im Verlauf entwickelte sich eine eigene Sprache der Hochliteratur, die sich zunehmend professioneller gestaltete und schließlich in der Erstellung eines Schriftenkanons mündete.
Mit der politischen und wirtschaftlichen Stabilisierung des Osmanischen Reichs entstanden neue politische und gesellschaftliche Eliten innerhalb der städtischen Kultur, für die die Kenntnis der arabischen und persischen sowie der wachsenden türkischen Literatur unverzichtbarer Bestandteil ihrer Bildung und ihres Selbstverständnisses wurde. Biografische Dichterlexika in der Nachfolge Sehi Beys oder Aşık Çelebis erschienen im 16. Jahrhundert in großer Zahl und waren nicht nur als literarische Zeugnisse bedeutsam, sondern dienten ihren Lesern auch als Vorbild für eigene Dichtungen. Die Fähigkeit, Verse und Prosa zu verfassen („şi'r ü inşa“) und die Förderung der Dichtkunst gehörte zu den Kennzeichen der gebildeten islamischen Elite.
Der neu entstehende Hof in Istanbul, die wirtschaftliche Prosperität, vor allem auch das sich neu bildende Erziehungssystem zog zahlreiche Gelehrte aus dem westpersischen Chorasan sowie, noch vor der Eroberung des Mamlukensultanats 1517, aus Damaskus und Kairo in die großen Städte Westanatoliens. Die Sultane von Mehmed II. bis Süleyman I. verliehen Preise an einzelne Dichter und zahlten ihnen ein regelmäßiges Einkommen. In dieser Zeit waren die osmanischen Herrscher die wichtigsten Förderer der Literatur ihres Landes, wenn nicht der islamischen Welt. Weitere Zentren der osmanischen Literatur entstanden in den ehemaligen Hauptstädten Bursa und Edirne sowie an den Höfen der Beyliks von Konya, Amasya und Manisa.
Unter dem zentralisierenden Einfluss des Sultanshofs, doch in intensivem gleichzeitigen Austausch mit der schriftlichen persischen und arabischen Literatur sowie der mündlich überlieferten Erzähltradition entstand eine gemeinsame literarische Identität. Die Autoren identifizierten sich nicht anhand ihrer ethnischen Herkunft oder ihres Berufs, sondern nahmen Künstlernamen (osmanisch مخلص, mahlas) an, unter dem sie ihren Lesern bekannt waren, und begriffen sich als Teil einer „Gemeinschaft der Liebenden“ („ehl-i 'işk“).

##### Dichtung

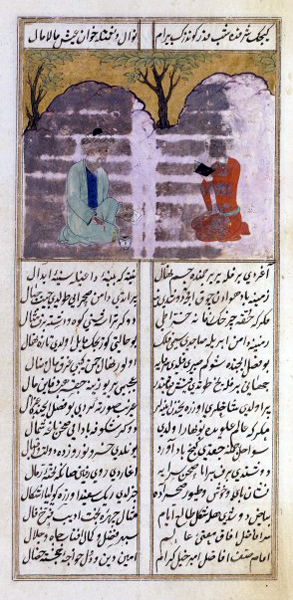
Seite aus einem Dīwān des Mahmud Abdülbâkî, 1595

Ein zentrales Thema der osmanischen Dichtung war die Liebe zu Gott, dem Propheten, dem Förderer des Dichters oder zu einer geliebten Frau. Literarischen Ausdruck von weltliterarischer Bedeutung fand die Liebe in der Gedichtform des Ghasel.
Die lyrische Form der Qasīda (Kaside) hatte ursprünglich überwiegend religiöse Inhalte und diente dem Zeugnis der Einheit Gottes (tevhid), der Bitte um Vergebung (münacaat) oder dem Lobpreis des Propheten (naat) oder der vier rechtgeleiteten Kalifen. Gedichtsammlungen, Dīwāne, werden häufig mit religiösen Kasiden eingeleitet, dann folgen Lobgedichte auf Förderer, Freunde und Geliebte, religiöse Feste, eine Thronbesteigung oder andere Anlässe. Auch politische Botschaften können Thema sein.
Versromanzen (Masnawī) stellen die am weitesten verbreitete lyrische Form schon in der frühen türkischen Literatur dar und wurden im Lauf des 15. und 16. Jahrhunderts zum Bestandteil der Hochliteratur. Zum Ende des 16. Jahrhunderts waren zahlreiche Versionen der Geschichten von „Leyla und Mecnun“ oder „Yusuf und Züleyha“ entstanden. Von früheren, in und an fernen oder imaginären Zeiten und Orten spielenden Erzählungen wie „Varka und Gülşah“ oder „Hüsref und Şirin“ unterscheiden sich die Masnawī dieser Epoche in der innovativen Schilderung aktiv handelnder weiblicher Charaktere. Ebenfalls populär waren Verserzählungen der Heldentaten von Sultanen, Prinzen oder Fürsten (gazavatnameler), in denen manchmal auch die Dichter als Hauptpersonen auftreten.
Einer der großen Schriftsteller des 16. Jahrhunderts ist Bâkî, auch unter seinem Ehrentitel „Sultan der Dichter“ (sulṭānü ş-şuʿarāʾ) bekannt. Sein bekanntestes Werk, und eine der berühmtesten Elegien der osmanischen Literatur, ist eine Trauerode (mers̠īye) auf den Tod Süleymans I.
Klassische islamische Erzählungen nach dem Vorbild Nezāmis oder Camis wurden populär, gleichzeitig erschienen autobiografisch gehaltene Dichtungen, die ebenfalls meist die Liebe zum Thema haben. 1493 schrieb Cafer Çelebi sein „Buch des Begehrens“ (hevesname), in dem er von seiner Liebesaffäre mit einer Frau erzählt. Im 16. Jahrhundert verfasste Taşlıcalı Yahya (gest. 1575/76) „König und Bettler“ (Şah u Geda), in dem er sich selbst die Gestalt des Bettlers, einem Knaben aus Istanbul die des Königs verleiht. Große Popularität fand auch das Genre der Şehrengiz, benannt nach dem klassischen Werk Mesihis „Şehrengiz-i Edirne“ aus der ersten Hälfte des 16. Jahrhunderts. Thema der Şehrengiz ist der Vergleich zwischen der metaphorischen Liebe (aşk-i mecazi) zu den Knaben einer Stadt als Sinnbild für die reine religiöse Liebe, und der begehrenden Liebe (aşk-i hakiki) zu einer Frau. Das Auftreten des Autors als handelnde Person autobiographischer Verserzählungen (sergüzeștnameler) war die bedeutendste literarische Neuerung dieser Zeit und wurde von den Zeitgenossen als solche wahrgenommen: Cafer Çelebi bezeichnete sein Werk selbst als Innovation („ihtira“). Sie leitete über zu den zahlreichen Prosaerzählungen über sich selbst und andere, die ab dem späten 16. Jahrhundert erschienen.

##### Prosaerzählungen, geschichtliche und geografische Werke

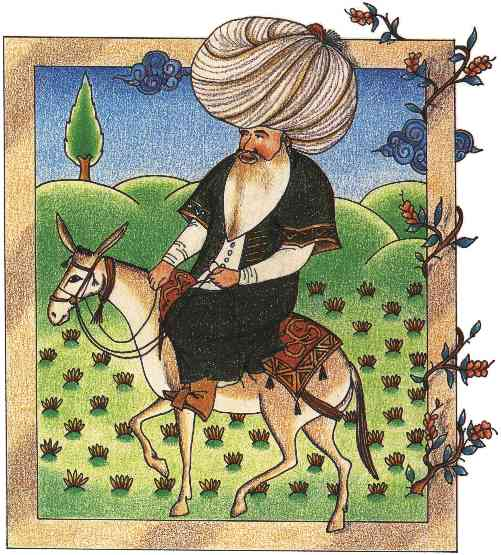
Nasreddin Hodscha, Miniatur, 17. Jh., Topkapı-Palast

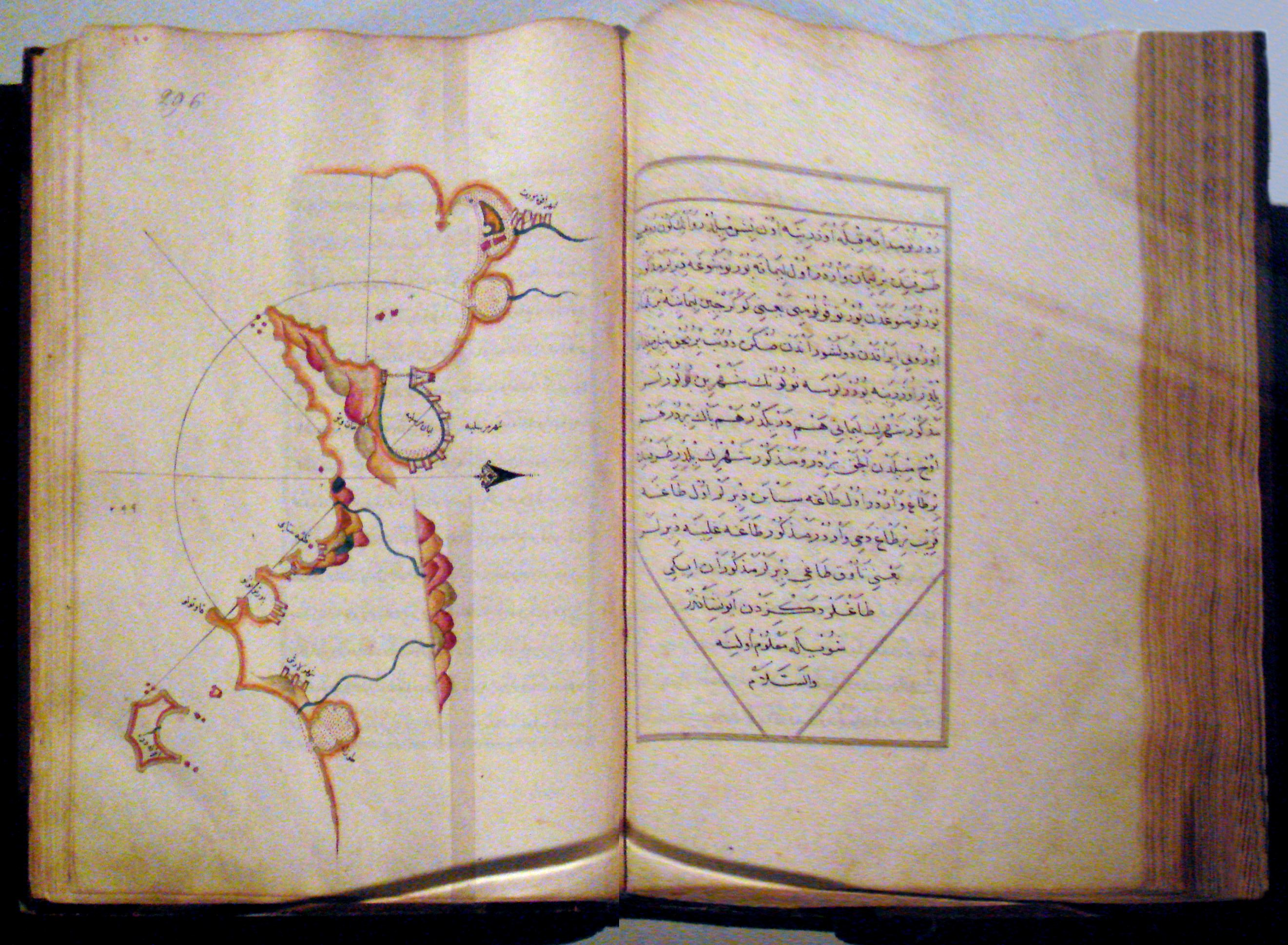
Hafen von Marseille, im Kitab-ı Bahriye von Piri Reis, 1526

Sammlungen geistreicher, oft autobiografisch gehaltener Geschichten in ausgeschmückter Prosa (inşa) wurden im 16. Jahrhundert populär. Die ersten bekannten Geschichtensammlungen wie das „Buch des Geistreichen“ („Letaifname“) des Autors Lamii Çelebi (gest. 1531) enthielten Übersetzungen aus dem Arabischen und Persischen. Ihr Inhalt waren Geschichten um Dichter früherer Zeiten, historische Persönlichkeiten, die Launen der Frauen und der Staatsbeamten. Çelebis Sammlung der teils derben Geschichten um Nasreddin Hodscha ist auch in Westeuropa bekannt. Worte, Bilder und Themen der klassischen persischen Werke von Saadi, Hafis und Dschalāl ad-Dīn ar-Rūmī dienten den Dichtern dieser Zeit immer wieder als Ideenquelle.
Viele Bücher und Texte über die Anfangszeit des Reiches sind bei der Zerstörung von Bursa durch Timur 1402 verloren gegangen. Eine der ältesten erhaltenen türkischen Chroniken, das Düstür-nāme des Ahwad al-Dīn Enveri (gest. 1189/90), behandelt die Geschichte der westlichen und zentralanatolischen Beyliks, legt den Schwerpunkt aber auf das Beylik von Aydın. Das Karaman-nāme des Şikârî (gest. 1512) behandelt die Geschichte der Karamanoğulları, der Beys von Karaman. Osmanische Chroniken wie beispielsweise das menāḳib oder tevārīḫ-i Āl-i ʿOsmān des Aschikpaschazade sind erst aus dem 15. Jahrhundert überliefert.
Seit der ersten Hälfte des 15. Jahrhunderts erschienen Manuskripte, die sich mit der Geschichte der unmittelbaren Vergangenheit befassten. Von besonderem Einfluss war die Geschichte Selims I., das „Selimname“ von Şükri-i Bidlisi, das erste einer Reihe von Geschichtswerken, die sich mit dieser Zeit befassten. Im Auftrag des Hofes sollte die gewaltsame Thronbesteigung des Sultans und seine Rolle in der Geschichte propagandistisch geschönt werden. Stilistisch an den Kriegerepen in Versform (gazavat-nāme) orientiert, wurde Bidlisis Werk zum Vorbild späterer osmanischer Geschichtsschreibung. Etwa um 1550 wurde das Amt des offiziellen Hofgeschichtsschreibers („şehnameci“) geschaffen. Von einem Skriptorium im Hofbereich aus sollte eine Gruppe von Schreibern und Illustratoren die offizielle Reichsgeschichte verfassen. Als erster Hofgeschichtsschreiber erhielt der persische Dichter Arifi den Auftrag, die Geschichte der Herrschaft Süleymans I. zu erstellen. Sein „Buch von Süleyman“ (Süleyman-nāme) wurde auf Persisch nach dem Vorbild von Firdausis Schāhnāme erstellt. Schreibstube und Werkstatt des şehnameci lieferten die offizielle Geschichtsschreibung der nachfolgenden Herrscher der osmanischen Dynastie. Die osmanischen Quellen überliefern eine geglättete, teils legendenhafte Erzählung des eigenen Aufstiegs, die mit den gleichzeitig entstandenen byzantinischen Chroniken nicht in Einklang steht. Sie eignen sich deshalb nur mit Einschränkungen zur Erforschung der Frühgeschichte des Reiches.
Der Blick der osmanischen Eliten richtete sich ebenfalls nach außen: Zeitgleich mit dem Selimname entstand das „Buch der Seefahrer“ (Kitab-ı Bahriye) des osmanischen Admirals Piri Reis. Er nutzte zeitgenössische italienische, spanische und portugiesische Portolankarten und Isolarien als Vorbild für sein Werk, das als das früheste bekannte topografische Werk des Osmanischen Reiches gilt, in dessen Nachfolge eine Vielzahl geografischer Bücher die Weltsicht der osmanischen Elite dokumentierte. Spätere Ausgaben des Kitab-ı Bahriye enthielten Stadtansichten aus der Vogelperspektive.
Um 1540 wurde die vielbändige „Geschichte des Osmanischen Hauses“ von Matrakçı Nasuh vollendet. Das Werk vereint Geschichtsschreibung, die Schilderung von Eroberungen, geografische und Wegbeschreibungen. Die Buchilluminationen bestehen ausnahmslos aus topografischen Abbildungen von Städten und Wegmarken der Feldzüge sowie des Wegs, den die Heere zurückgelegt hatten. Das berühmteste Manuskript dieser Art, das „Beyan-ı Menazil-i Sefer-i Irakeyn“ oder „Mecmua-i Menazil“, das vom Feldzug Süleymans I. in den Irak berichtet, begründet eine spezifisch osmanische Form der topografischen Darstellung, die italienische Stadtansichten und persische Darstellungsformen vereint. Innerhalb eines Plans der Stadtgrenzen erscheinen einzelne Monumente und kleinere Bauwerke in Vogelperspektive. Die topografischen Abbildungen in diesen Werken beeinflussten die spätere osmanische Historienmalerei.

##### Lexika und Biografien der Ulemâ
Das literarische Genre der „Gelehrtenrangfolge“ (türkisch tabaḳat, von arabisch ṭabaqāt) vermittelte durch die Zusammenstellung ausgewählter Gelehrtenbiografien eine in sich schlüssige Tradition der Lehre und Struktur der osmanischen Reichsgelehrtenschaft (Ulemâ). Das in arabischer Sprache verfasste Werk des Şeyhülislam Kemālpaşazade (gest. 1534) „Abhandlung über die Rangfolge der Mudschtahid“ (Risala fi ṭabaqāt al-mujtahidiīn) wurde bis ins 18. Jahrhundert immer wieder zitiert und gelegentlich auch in andere Sprachen übersetzt. Kınalızāde ʿAli Çelebi (gest. 1572) erstellte in seiner „Genealogie der hanafitischen Rechtsschule“ (Ṭabaqāt al-Ḥanafiyya) eine lückenlose Überlieferungskette von Abū Hanīfa bis hin zu Kemālpaşazade. Auf diese Weise wurde das hanafitische Rechtsverständnis im Sinne der osmanischen Reichsideologie kanonisiert. Maḥmud b. Süleyman Kefevi (gest. 1582) schloss aus seiner Zusammenstellung Gelehrte aus, deren Lehre nicht dem osmanisch-hanafitischen Rechtsverständnis entsprach, und betonte so ebenfalls das Lehrmonopol der reichsosmanischen Rechtsschule, die in der modernen Osmanistik als „osmanischer Islam“ bezeichnet wird.
Das erste und bedeutsamste biografische Lexikon (türkisch eş-şakaiku’n, von arabisch al-Shaqa'iq) der osmanischen Ulemâ war der „Anemonengarten der [Religions]gelehrten der Osmanischen Herrschaft“ (Al-shaqa'iq al-nuʿmāniyya fi ʿulamā' al-dawla al-ʿUthmaniyyā) von Aḥmād b. Muṣṭafā Taşköprüzāde (gest. 1561). Der Begriff „al-nuʿmāniyya“ (wörtlich: Anemonengarten) ist als Anspielung auf die Nuʻmani-Bruderschaft, den Eigennamen der hanafitischen Madhhab in der osmanischen gelehrten Elite, zu verstehen. In Taşköprüzādes Werk orientieren sich die Biografien an den Regierungszeiten der osmanischen Sultane. Er verbindet somit die islamische Gelehrsamkeit mit der Geschichte der osmanischen Herrscherdynastie, „denn unter dem Schatten ihrer Herrschaft („dawla“) ist dieses Werk zusammengestellt worden“. Um dies noch stärker zu betonen, schrieb er in klassischer arabischer Sprache. Noch zu Taşköprüzādes Lebzeiten entstanden türkische Übersetzungen: 1560 die des Belgradlı Muhtesibzade Muhammed Haki unter dem Titel Hada’iq al-Rayhan; gleichzeitig entstand eine Übersetzung von Aşık Çelebi. Weitere Bearbeitungen folgten im 16. Jahrhundert, beispielsweise 1586 von Muḥammad al-Madschdî.
Andere Gelehrte verfassten Fortsetzungen zu Taşköprüzādes Werk. Aşık Çelebi widmete seine „Fortsetzung“ (Dhayl al-Shaqa’iq) dem Großwesir Sokollu Mehmed Pascha. Ali ben Bali Cevheri (1527–1584) bezeichnete sein Werk Al-ʻIqd al-Manzum fi Dhikr Afazil al-Rum („Die Perlenreihe der Würdenträger Rumeliens“) ausdrücklich als Fortsetzung zu Taşköprüzāde, dem er als „Prunkstück der Kette“ einen prominenten Platz in der Reihe der osmanischen ʿUlamā' zuwies. Ali ben Bali folgte der von Taşköprüzāde vorgegebenen Anordnung der Biografien nach den Regierungszeiten der Sultane. Auch er schrieb in elegantem Arabisch und zitierte Gedichte und Texte der vorgestellten Gelehrten, um ihren Rang in der arabisch-islamischen Literatur zu betonen.

#### Erweiterung und Veränderung: 1600–1839

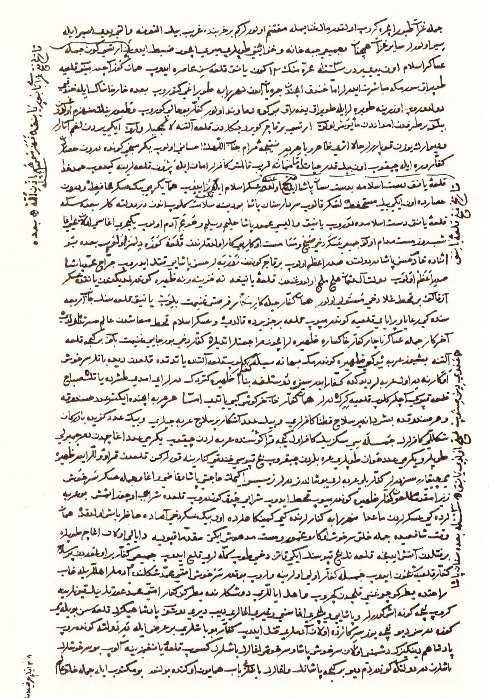
Seite aus Evliya Çelebis „Seyahatnâme“ Band VII, Bibliothek des Topkapı-Palasts

Mit Beginn des 17. Jahrhunderts waren die Formen der literarischen Produktion weitgehend festgelegt. Die Weiterentwicklung der osmanischen Literatur bis zur Mitte des 19. Jahrhunderts ist immer noch lückenhaft erforscht. Als herausragende Autoren des 17. und 18. Jahrhunderts gelten Nâbi und Nedîm, sowie der Reiseschriftsteller Evliya Çelebi.

##### Entwicklung der Literatursprache ab dem 17. Jahrhundert
Bis zum Ende des 16. Jahrhunderts hatte die türkische Sprache eine Vielzahl arabischer und persischer Wörter aufgenommen. Dies wurde überwiegend mit Bewunderung wahrgenommen, ältere Werke in türkischer Sprache sogar umgeschrieben, weil man die ältere Literatur als zu wenig elegant empfand. Der Schriftsteller Cevrî († 1654/5) war bekannt dafür, ältere Werke umzuschreiben, wie beispielsweise Şemsiye von Yazıcı Selâhaddîn (1408, neu veröffentlicht unter dem Titel „Melhame“) oder „Selîmname“ von Bitlisi Şükrî (1521, neu veröffentlicht 1627 unter gleichem Titel). Er ersetzte hierbei von ihm als altmodisch bezeichnete türkische Wörter durch persische oder arabische.
In der später so genannten „Tulpenzeit“ war unter dem Einfluss Nâbis und mit Unterstützung des Sultans Ahmed III. der Grundsatz der sprachlichen „Einfachheit und Ortsverbundenheit“ populär. Es konnte daher vorkommen, dass als überladen angesehene frühere Werke neu überarbeitet, und persische und arabische Wörter durch türkische ersetzt wurden. So bearbeitete beispielsweise 'Osmânzâde Tâ'ib († 1724) im Auftrag des Sultans das „Mahâsinü'l-âdâb“ (1596) von Gelibolulu Mustafâ 'Âlî und erstellte eine Fassung in zeitgenössischem Türkisch. Während dieser Zeit wurde persische und arabische Literatur ins Türkische übersetzt, obwohl die Leser sicher alle drei Sprachen beherrschten. Nâbi selbst erklärte, eine „Sammlung von Ghaselen sei kein arabisches Wörterbuch“. Das in Istanbul gesprochene und geschriebene Türkisch nahm den Charakter eines Sprachstandards an.

##### Gattungen
Die vorherrschende literarische Form war die Dichtung. Selbst Prosatexte wie Evliya Çelebis „Reisebuch (Seyahatnâme)“, geschrieben in türkischer Volkssprache, sind mit Versen und Sprichwörtern ausgeschmückt.
Ab dem 17. Jahrhundert differenzierte sich die Dichtung in unterschiedlichen Gattungen weiter aus:
- şarkı – Lieder mit einer Melodie, in unterschiedlicher Form als murabba, muhammes oder müseddes bekannt, oft von Liebe handelnd und in einfacher Sprache geschrieben.
- hiciv und hezel – satirische, oft derbe oder spöttische Texte, manchmal in Form von Versduellen zwischen zwei Dichtern. Der bekannteste Dichter ist Nef'i, der in seinen „Pfeilen des Verderbens“ (Sihâm-ı kazâ) seine Gegner grob beleidigte. Als er der Aufforderung Murads IV., dies einzustellen, nicht nachkam, wurde er von kaymakam Bayram Pascha zum Tode verurteilt.
- vefeyât (abgeleitet von türkisch vefât ‚Tod‘) enthalten kurze Biografien von Schriftstellern mit ihren Todesdaten. Der bekannteste Autor war Hâfiz Hüseyin Ayvansarâyî († 1787), in dessen Vefeyât-ı selâtîn ve meşahir-i ricâl die Todesdaten der Personen in der Schlusszeile des Textes verschlüsselt sind.
- bilâdiye (abgeleitet von türkisch bilâd ‚Städte‘) ist eine Weiterentwicklung der Gattung der Şehrengiz des 15. Jahrhunderts. Bilâdiye beschreiben das Verhältnis des Autors zu seiner Stadt. Autoren bekannter bilâdiye waren Fasîhî, Ferdî († 1708–10), und Derviş 'Ömer.
- sūr-nāme, eine von Mehmed I. begründete Gattung von Preisliedern anlässlich offizieller Feierlichkeiten, wurden bis ins 19. Jahrhundert geschrieben. Bekannte sūr-nāme sind das Surname-i Hümayun von Nakkaş Osman, das Surname-i Vehbi von Seyyid Vehbi, sowie Nâbis Veḳāʾiʿ-i ḫitān-ı şeh-zādegān-ı ḥażret-i sulṭān Meḥemmed Ġāzī, ein anlässlich der Beschneidung der Prinzen Mustafa und Ahmed verfasstes sūr-nāme. Andere bedeutende Autoren waren 'Abdî, Hazîn und Haşmet.
- menākib-nāme, Beschreibungen des Lebens und der Wunder bekannter Derwisch-Scheiks, waren vom 15.–18. Jahrhundert populär, und befassten sich ab dem 17. Jahrhundert – im Gegensatz zum weit in der islamischen Welt verbreiteten Brauch – zunehmend mit nur lokal bekannten Persönlichkeiten. Solche „Viten“ wurden im 18. Jahrhundert gesammelt. Die bekannteste Sammlung ist das Menākıb-ı Melāmiye-î Bayrāmiye von La'lîzade 'Abdülbakî Efendi († 1746).

##### Stile
Während des 18. und 19. Jahrhunderts gab es drei bedeutende literarische Stile: Den „indischen“ Stil (sehk-î hindî) des Fehîm-i Kadîm (1627–1641) oder des Neşatî, den „einfachen“ Stil Nâbis, und eine stark an der zeitgenössischen Sprache orientierte Schreibweise, deren prominentester Vertreter Nef'i ist.

### Moderne
Mit der Tanzimat-Periode Mitte des 19. Jahrhunderts werden wie in der Politik auch in der Literatur westliche Einflüsse stärker. Nachdem westliche Literatur verstärkt ins Türkische übersetzt wurde, erscheinen in den 1870er Jahren die ersten türkischen Romane. Als erstes türkisches Werk dieser Literaturgattung gilt Sami Frashëris Buch Ta'aşşuk-ı Tal'at ve Fitnat („Die Liebe von Tal’at und Fitnat“) von 1872. Eine besondere Rolle nimmt bei der Modernisierung die Zeitung Servet-i Fünûn („Schatz des Wissens“) mit dem Dichter Tevfik Fikret und dem Romancier Halid Ziya Uşaklıgil ein. Zugleich kommt auch eine nationalistische und patriotistische Dichtung auf.
Gegen Ende des 19. Jahrhunderts und zu Beginn des 20. Jahrhunderts wurden die ersten Übersetzungen moderner türkischer Literatur ins Deutsche vorgenommen. Pioniere dabei waren der Orientalist Georg Jacob, quasi der Begründer der modernen Turkologie in Deutschland, und der in Istanbul lebende Journalist und Philologe Friedrich Schrader, der auch zahlreiche Übersichtsartikel über moderne türkische Literatur in deutschen Zeitungen und Zeitschriften verfasste.

### Mündlich überlieferte Literatur
Daneben entwickelte sich eine Volksliteratur, die besonders aus Volksliedern und Geschichten von volkstümlichen Helden wie Keloğlan und Nasreddin Hoca besteht (entfernt vergleichbar mit Till Eulenspiegel).
In Deutschland veröffentlichte Elsa Sophia von Kamphoevener türkische Volksmärchen, die sie seit 1951 in deutschen Rundfunkanstalten erzählt hatte.

### Republik Türkei
Mit der Ausrufung der Republik durch Mustafa Kemal Atatürk und den nachfolgenden Reformen, besonders der Einführung der lateinischen Schrift 1928 und der großen Sprachreform ab 1932 kam es zu revolutionären Veränderungen in der türkischen Literatur. Die neuen Schriftsteller wandten sich von der herkömmlichen festgefügten Stilistik und Sprache ab. Dieses wurde besonders von den Dichtern der Bewegung Garip um Orhan Veli propagiert. Als einer der bedeutendsten türkischen Lyriker des 20. Jahrhunderts gilt Fazıl Hüsnü Dağlarca, von dem auch mehrere Gedichtbände in deutscher Übersetzung erschienen sind.
Die Schrift- und Sprachreform bewirkte, dass die nachgeborenen Generationen keinen Zugang zu der davor geschriebenen Literatur mehr hatten. Die originale Schrift der Literatur vor 1928 ist für die meisten Türken der Gegenwart nicht mehr lesbar, die Sprache, besonders die gehobene Sprache, nur mehr schwer bis überhaupt nicht mehr verständlich. Symptomatisch ist, dass Werke des Republikgründers Atatürk wiederholt und immer weiter aktualisiert „in gegenwärtigem Türkisch“ (bugünkü Türkçesiyle) erschienen sind. Beispielsweise ist auch der Roman Mai ve Siyah des Romanciers Halid Ziya Uşaklıgil 2016 sowohl in Originalfassung als auch in „in gegenwärtigem Türkisch“ erschienen, wobei auch der Originalfassung nicht die erste gedruckte Ausgabe von 1889 zugrunde lag, sondern eine vom Autor selbst modernisierte und vereinfachte Fassung von 1938.
Mit der Form veränderten sich zunehmend auch die Inhalte der türkischen Literatur. Beispielsweise Fakir Baykurt, Sabahattin Ali und Yaşar Kemal stellten die Dorfbevölkerung in den Mittelpunkt, Sait Faik und Hasan Ali Toptaş die Stadtmenschen. Mit der Hinwendung zur Schilderung der Lebensumstände blieb soziale und politische Kritik am Staat nicht aus. Der Staat reagierte mit Zensur und politischer Gewalt. Autoren wie Nâzım Hikmet, Yaşar Kemal oder Aziz Nesin verbrachten wegen der Verfolgung ihrer Publikationen viele Jahre in türkischen Gefängnissen; Hikmet lebe zeitweise im Moskauer Exil. Kemal bezeichnete das Gefängnis deshalb als „Schule der türkischen Literatur“.
Als Gegenbewegung gegen Garip (die „Erste Neue“) und den Sozialistischen Realismus entwickelte sich in den 1950er Jahren die unpolitische Zweite Neue, die wieder eine artifiziellere Sprache pflegte.
Schon Anfang des 20. Jahrhunderts hatte sich eine sentimentalistische populär-kommerzielle Literatur mit idealisierten Hauptfiguren entwickelt. Güzide Sabri Aygün veröffentlichte als erste populäre Liebesromane (z. B. منوّر Münevver von 1901). Diese Tradition wurde in der republikanischen Periode fortgesetzt von Kerime Nadir, Muazzez Tahsin Berkand, Mükerrem Kamil Su, Cahit Uçuk, Mebrure Sami Koray, Nezihe Muhittin, Peride Celal.
Obwohl Zensur, drei Militärputsche (1960, 1971 und 1980) und die Folgen des Putschversuchs 2016 die Entwicklung der türkischen Literatur immer wieder hemmten, hat sich diese vielfältig und eigenständig entwickelt. Ein bekannter Vertreter aktueller türkischer Literatur ist Nobelpreisträger Orhan Pamuk (Das schwarze Buch 1991, Schnee 2005), der öfter im Zentrum ultranationalistischer Kritik stand. Der Psychiater Kaan Arslanoğlu schildert die vielfältig zerrissene türkische Gesellschaft der 1980er und 1990er Jahre. Aslı Erdoğan (Der wundersame Mandarin, 2000, dt. 2008) erhielt 2010 mit dem Sait-Faik-Literaturpreis einen der bedeutendsten türkische Literaturpreise.

## Türkische Literatur im deutschsprachigen Raum
Mit den Arbeitsmigranten kamen in den 1960er Jahren türkische Literatur und türkischstämmige Schriftsteller auch nach Westeuropa. Bücher wurden verstärkt übersetzt. Aras Ören, Yüksel Pazarkaya oder Emine Sevgi Özdamar befassten sich auf unterschiedliche Weise mit dem Leben in Deutschland. Teilweise wird dieses heute auch als deutsch-türkische Literatur bezeichnete Schrifttum auch wieder in die Türkei zurückgetragen.
Einem breiteren Publikum in Deutschland bekannt ist von den modernen türkischen Schriftstellern, neben Nâzım Hikmet und Yaşar Kemal, vor allem der Literatur-Nobelpreisträger Orhan Pamuk, der 1997 den Friedenspreis des Deutschen Buchhandels erhielt. Esmahan Aykol lebte zeitweise in Berlin und ging nach Istanbul zurück; ihre Kriminalromane werden auch ins Deutsche übersetzt.
Die prominenten deutsch-türkischen Schriftsteller Feridun Zaimoglu, Emine Sevgi Özdamar, Zafer Şenocak und Yadé Kara zählen zur deutschsprachigen Literatur, da sie original auf Deutsch schreiben und publizieren.
Zu den Verlagen im deutschsprachigen Raum, die sich unter anderem auf türkische Literatur in deutscher Übersetzung spezialisiert haben, zählen Literaturca (Frankfurt am Main), Manzara (Pfungstadt), die Berliner Verlage Dağyeli und binooki (letzterer brachte 2016 den 1972 zuerst erschienenen, lange als unübersetzbar geltenden Roman Die Haltlosen von Oğuz Atay heraus)
sowie der in Engelschoff in Norddeutschland angesiedelte Verlag auf dem Ruffel und der Züricher Unionsverlag mit seiner Reihe Die türkische Bibliothek.
Seit 2005 findet jedes Jahr im Oktober das Literaturfestival Literatürk an verschiedenen Orten und in Städten des Ruhrgebiets und weiteren bundesdeutschen Städten statt.
Jeweils Ende März findet seit 2011 das türkische Literaturfestival „Dil Dile“ in der Berliner Volksbühne statt.

### Bibliothekarische Ressourcen
- Lars Johanson: Hundert Jahre türkische Moderne und die ältere orientalistische Literaturkritik. in: Orientalische Erzähler der Gegenwart. Vorträge und Übersetzungen der Mainzer Ringvorlesung im Sommersemester 1998. Wiesbaden 1999. (PDF; 232 kB)
- (türkische Literatur in deutscher Übersetzung, Beispiele, Lesetexte, Artikel, deutsch)
- Hauptseite verschiedener Bücher und Downloadbücher primär gesammelter und mündlich überlieferter türkischer Sagen (deutsch & türkisch)
- Türkische Poesie (türkische Gedichte, teils auch in englischer Übersetzung, sowie Dichterporträts und weiteres Material)
- The legends and poetry of the Turks (Auswahl türkischer Sagen und Gedichte in englischer Übersetzung im Internet History Sourcebooks Project)

### Forschung und Debatten
- „Türkische Literatur auf dem Weg nach Europa“ Themenschwerpunkt der Heinrich-Böll-Stiftung
- Daten zum Buchmarkt Türkei (Memento vom 25. Juli 2009 im Internet Archive)
- Dossier: Türkische Literatur auf qantara.de
- Sprache als Waffe im Kulturkampf: Die Autorin Elif Shafak über die Rolle von Literaten im öffentlichen Diskurs NZZ, 28. Oktober 2006